# Más
„Más“ je píseň portorickeho popového zpěváka Rickyho Martina. Píseň pochází z jejího devátého alba Música + Alma + Sexo. Produkce se ujal producent Desmond Child.

## Hitparáda
| Země                | Umístění |
| ------------------- | -------- |
| Španělsko           | 43       |
| Chile               | 27       |
| Kostarika (Airplay) | 9        |